# Пробст, Пауль
Пауль Пробст (нем. Paul Probst; 15 мая 1869 — 9 сентября 1945) — швейцарский стрелок, чемпион летних Олимпийских игр 1900 и двукратный чемпион мира.
На Играх Пробст участвовал в соревнованиях по стрельбе из обычного и скоростного пистолета на 25 м. В первом одиночном состязании он занял девятое место, набрав 432 очка. В командном его сборная заняла первое место, выиграв золотые медали. В стрельбе на скорость Пробст стал пятым.
Через год он стал победителем на чемпионате мира в Люцерне среди команд по стрельбе из пистолета. В 1904 году на чемпионате мира в Лионе Пробст снова стал чемпионом среди команд и серебряным призёром в индивидуальных соревнованиях.